# St. Michael (Bayerniederhofen)

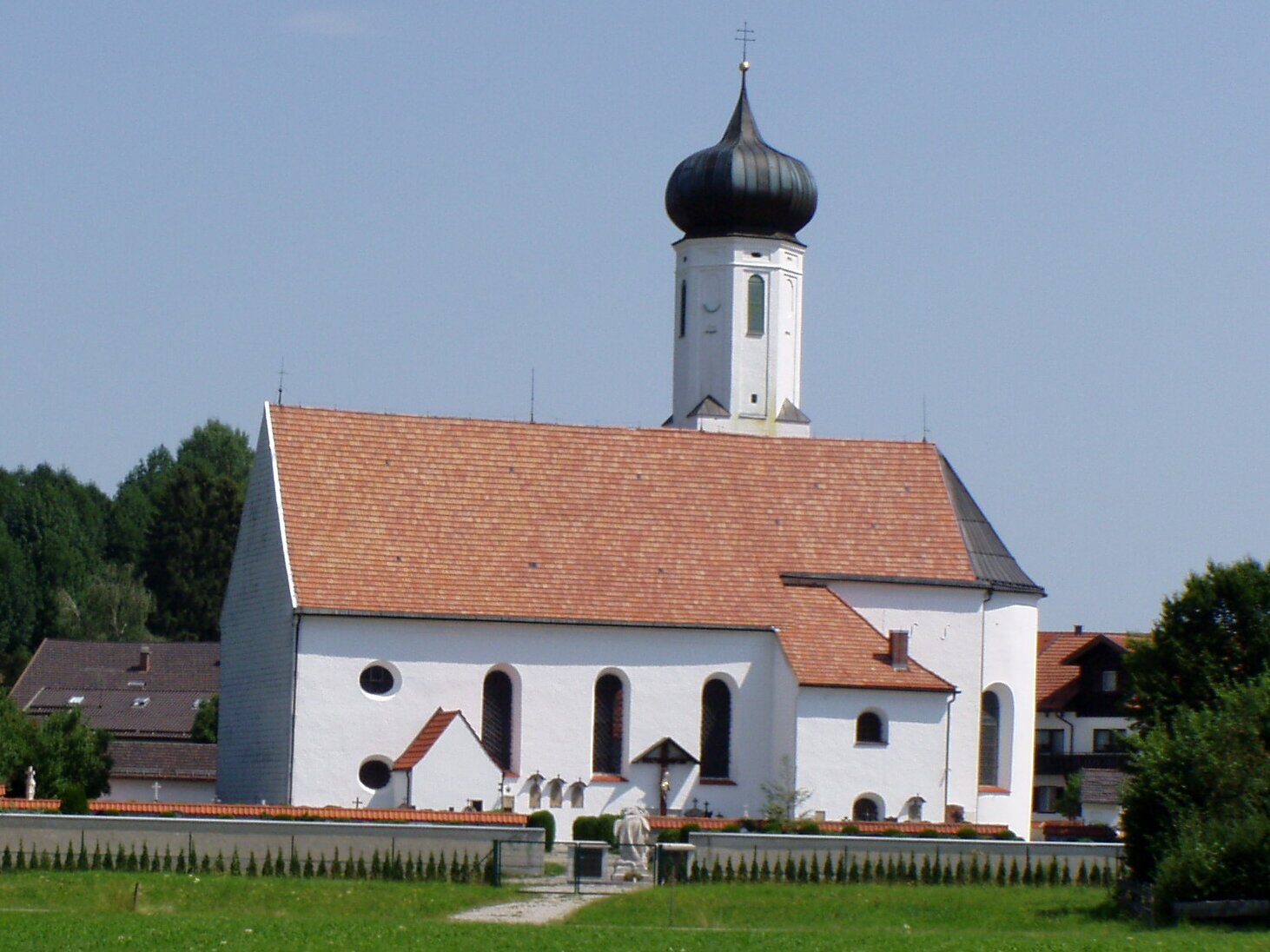
St. Michael in Bayerniederhofen

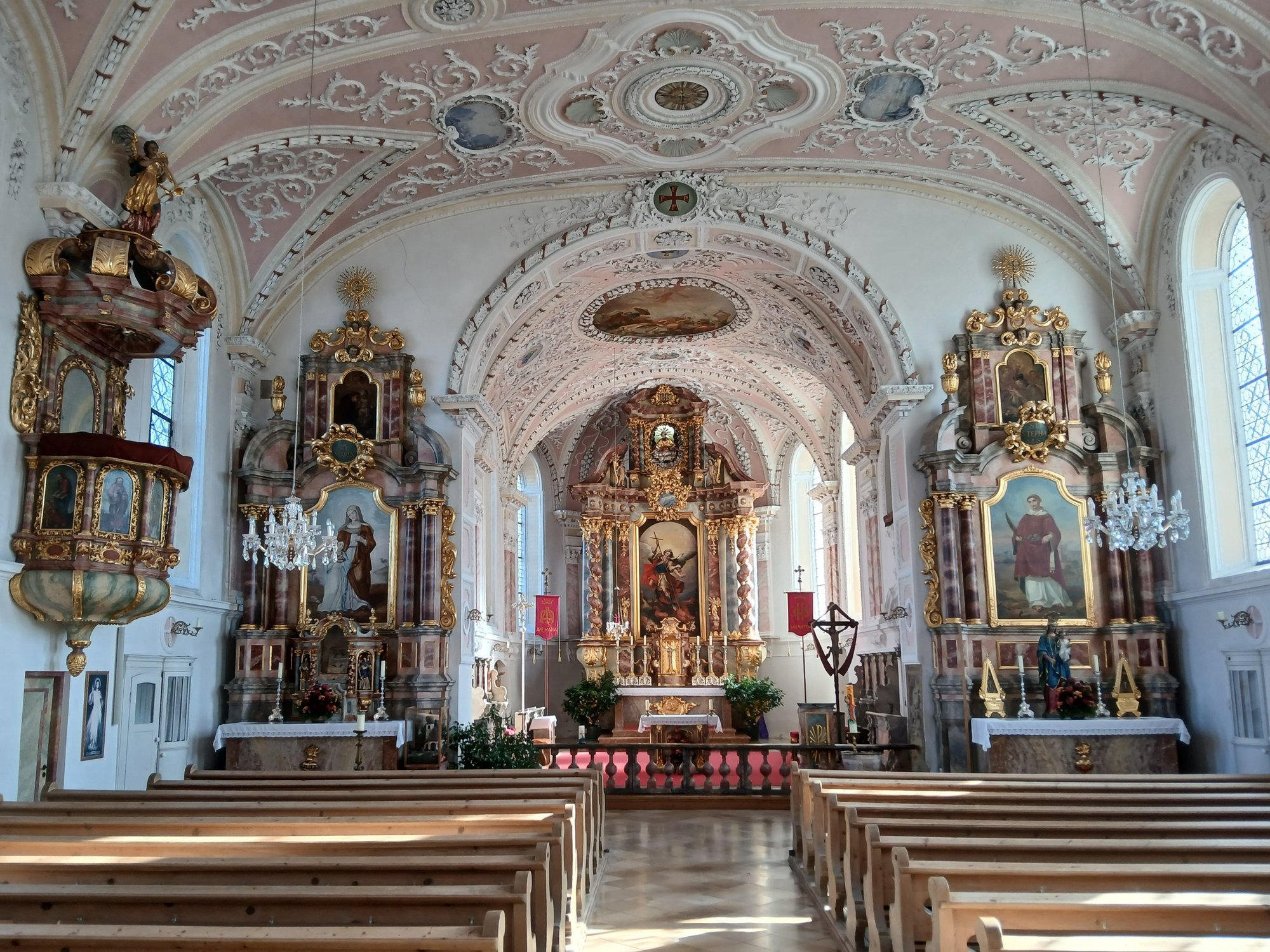
Innenansicht

St. Michael ist eine römisch-katholische Pfarrkirche in Bayerniederhofen in der bayerisch-schwäbischen Gemeinde Halblech.

## Lage
Die Kirche liegt an der Kirchstraße 14 und ist umgeben vom Friedhof Bayerniederhofen, der unter kirchlicher Verwaltung steht. Südlich der Kirche liegt das katholische Pfarramt und Pfarrheim.

## Geschichte
Mindestens seit 1328 existierte eine Vorgängerkirche als Filiale der Pfarrei Waltenhofen. Für 1463 ist eine erneute Kirchweihe belegt. 1464 stiftete der Ritter Stephan von Schwangau († 1465) eine Kaplanei für Bayerniederhofen.
1700 wurde der Neubau der baufällig gewordenen Kirche beschlossen. Einen ersten Entwurf lieferte Johann Jakob Herkomer, er wurde jedoch nicht realisiert. Stattdessen wurde der Mindelheimer Stadtmaurermeister Thomas Natter beauftragt. Grundsteinlegung war am 1. Juli 1701 in Anwesenheit des Herzogs Maximilan Phillip mit Ehefrau Eleonore von Bouillon, der 500 Gulden für den Bau zur Verfügung gestellt hatte. 1702 übernahm der Maurermeister Joseph Miller aus Rettenbach die Fortführung des Baus. Bis 1706 war das Gebäude mit Turm fertiggestellt, bis 1714 auch die Ausstattung. Am 22. September 1716 wurde die Kirche zusammen mit der nahe gelegenen Kapelle St. Peter in Berghof durch Weihbischof Franz von Guttenberg geweiht.

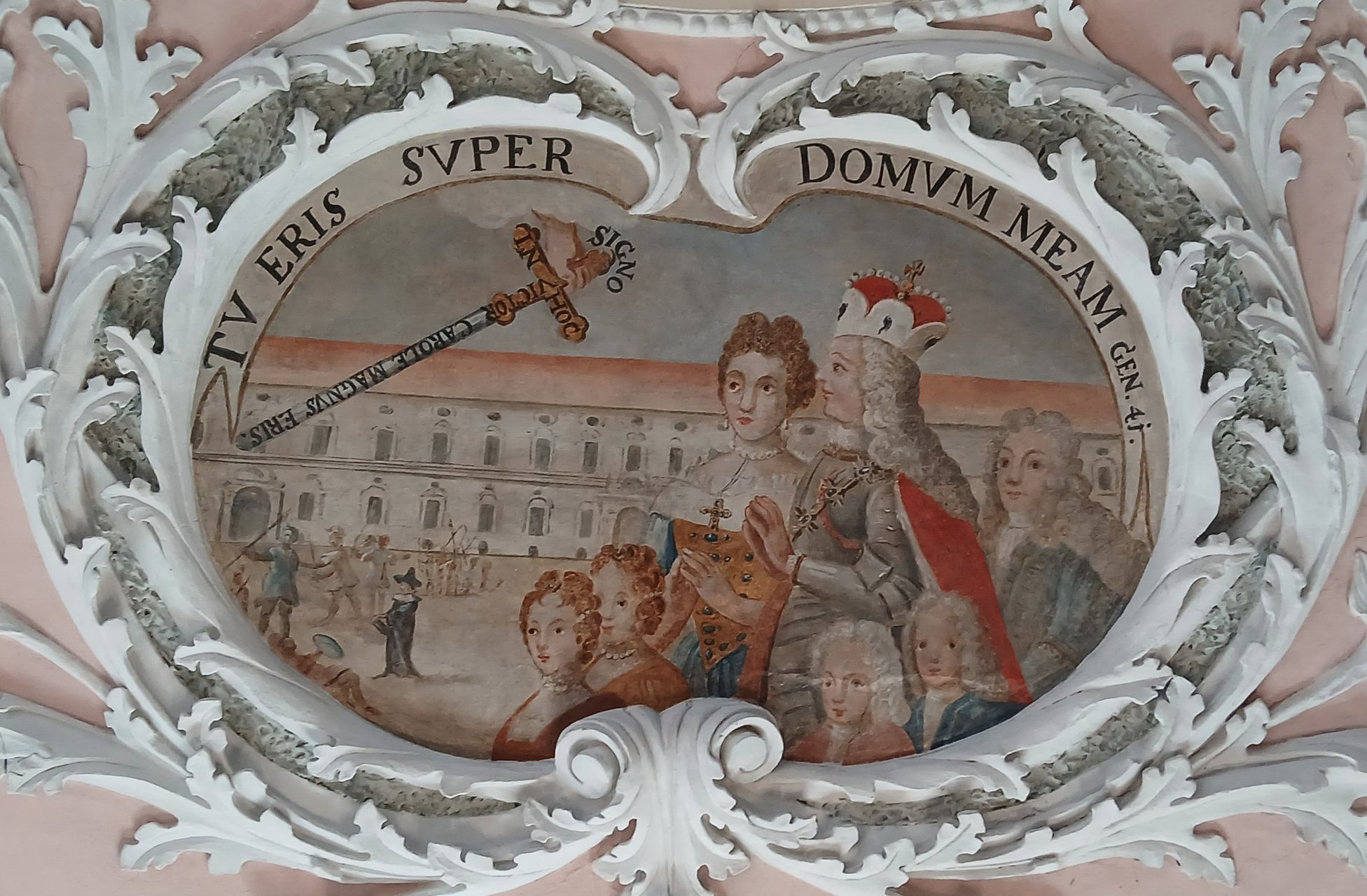
Die Deckenbilder stammen aus der Zeit des Kurfürsten Karl Albrecht, der auf einem der Bilder zu sehen ist

1864 wurde Bayerniederhofen zur Pfarrkuratie und 1909 zur eigenständigen Pfarrei. Sie gehört zum Dekanat Marktoberdorf des Bistums Augsburg und ist seit 2010 Teil der Pfarreiengemeinschaft am Forggensee. Das Kirchengebäude ist mit Ausstattung als Baudenkmal in die Bayerische Denkmalliste eingetragen.

## Architektur
Die Saalkirche hat einen eingezogenen, halbrundgeschlossenen Chor im Osten und eine Sakristei an der Südwand. Der Chorflankenturm ist an der Nordwand des Chors. Er hat einen quadratischen Grundriss und wurde mit einem achteckigen Geschoss aufgestockt, das den Glockenstuhl mit vier Kirchenglocken beherbergt und mit einer Zwiebelhaube bedeckt ist.

## Ausstattung

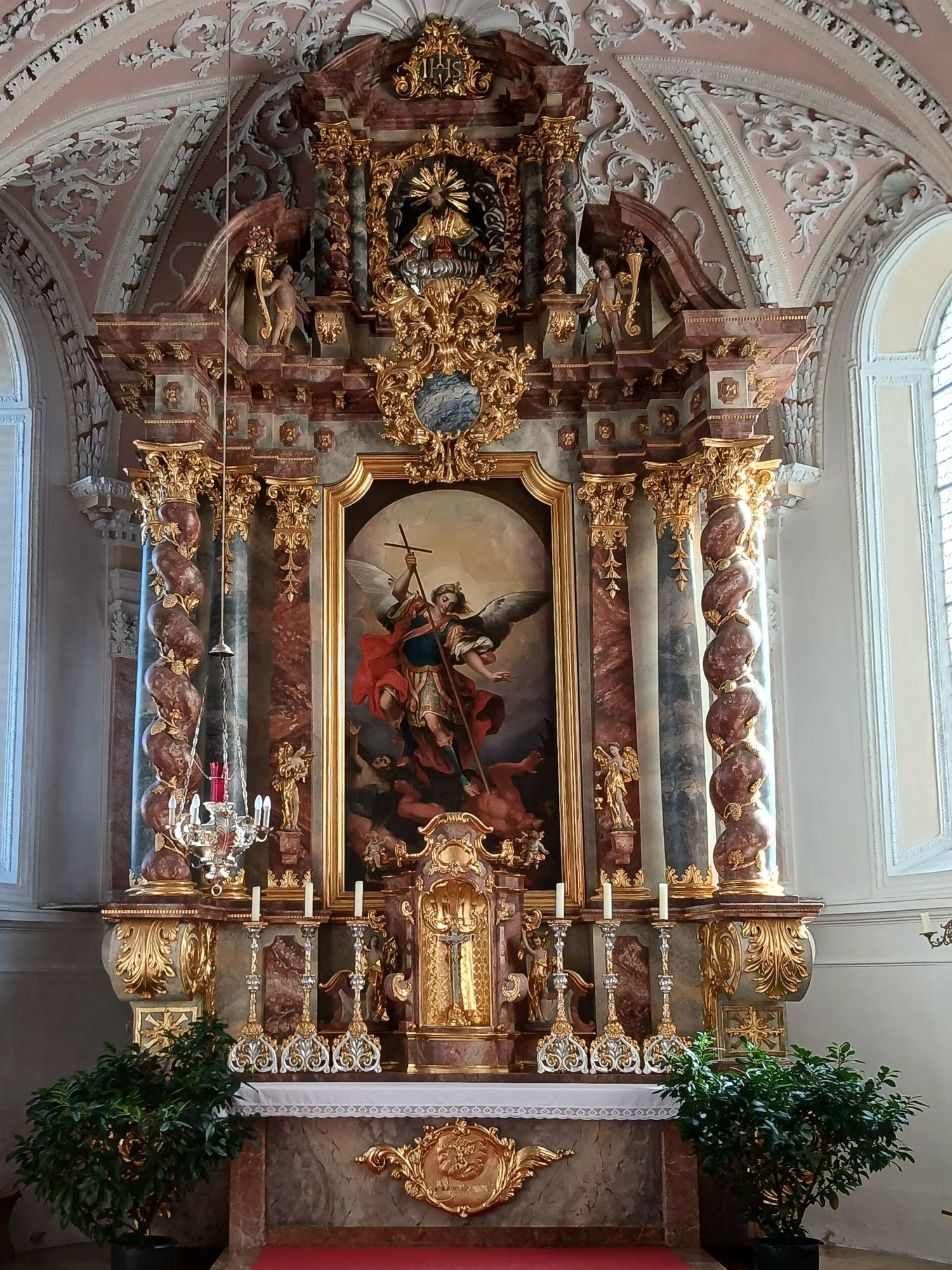
Hochaltar

Der Stuck mit Akanthusornamenten wurde von Michael Stiller gefertigt (1708). Die Deckenbilder wurden um 1733 von einem unbekannten Künstler geschaffen. Das im Langhaus zeigt die Himmelfahrt Mariens, das im Chor die Bekehrung des Saulus. An der linken und rechten Seitenwand sind Wappen von Kurfürst Karl Albrecht und Bischof Alexander Sigismund von der Pfalz, an der Decke über der Empore Gemälde des Kurfürsten mit Gemahlin und des Bischofs mit Gefolge.
Der Hochaltar wurde 1714 vom Schreiner Ferdinand Amtmann aus Urspring gefertigt und von Bonaventura Stapf marmoriert und vergoldet. Das im selben Jahr von Paul Zeiller geschaffene Altarbild zeigt den Erzengel Michael als Bezwinger Satans. Die Seitenaltäre wurden um 1725 angefertigt, ihre Fassung ist ebenfalls von Bonaventura Stapf. Ihre Altarbilder zeigen die hl. Anna und den hl. Stephanus (1862). Die Kanzel stammt ungefähr aus dem Jahr 1720.

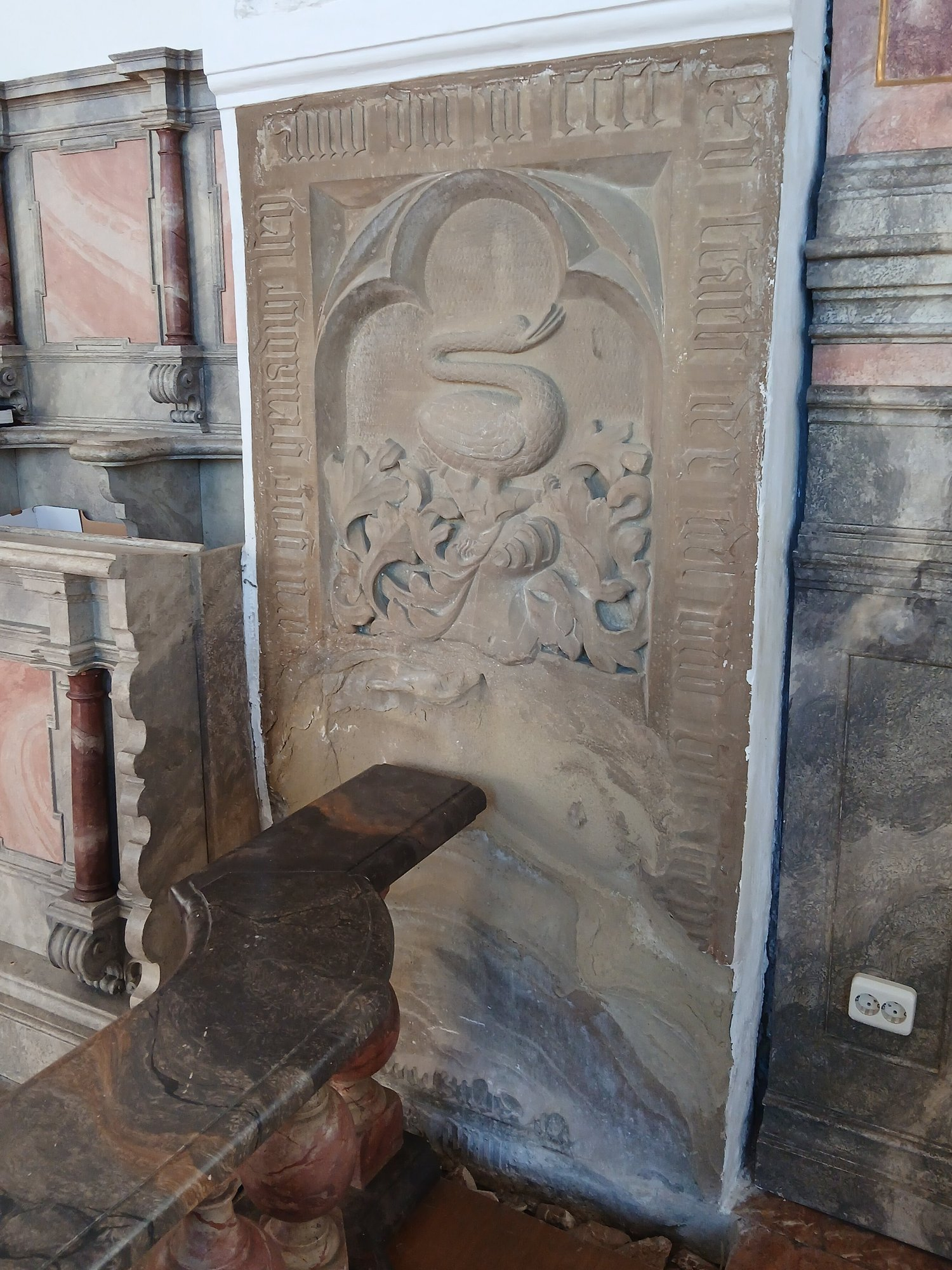
Grabstein von Stephan von Schwangau

Wohl noch aus der Vorgängerkirche stammen das mit 1689 bezeichnete Taufbecken sowie das Grabmal am Chorbogen für den Ritter Stephan von Schwangau († 1465). Zur Weihnachtszeit ist auf einem Seitenaltar eine Weihnachtskrippe  von Sebastian Osterrieder zu sehen (1917/1918).
Die erste Orgel, die 1786 von Franz Thoma für das Kloster Ettal gebaut und nach dessen Aufhebung 1803 für Bayerniederhofen erworben wurde, ist nicht erhalten. Sie wurde 1956 durch eine von den Gebrüdern Hindelang gebaute Orgel ersetzt.